# Diagramma centurio
Diagramma centurio är en fiskart som beskrevs av Cuvier, 1830. Diagramma centurio ingår i släktet Diagramma och familjen Haemulidae. Inga underarter finns listade i Catalogue of Life.